# Traian (okręg Konstanca)
Traian – wieś w Rumunii, w okręgu Konstanca, w gminie Săcele. W 2011 roku liczyła 59 mieszkańców.